# Economia do Camboja
O Camboja é um país predominantemente agrícola, com pouca industrialização, e baixa renda per capita.  Seu principal produto agrícola e de quase todos os países do sudeste asiático é o arroz.  O cultivo do arroz é praticado em vales fluviais de forma intensa, com elevada produtividade.
É a chamada agricultura de jardinagem, com intenso uso de mão de obra e aproveitamento do solo.
Outros produtos agrícolas importantes são: borracha, café, cana-de-açúcar, chá e pimenta-do-reino.  Todos esse produtos são voltados principalmente para a exportação.
Entre 1980 e 1990, a economia do Camboja cresceu 5% ao ano.  Foram taxas anuais de crescimento da economia superiores a média mundial, baseadas em investimentos estrangeiros.  Mas a partir da segunda metade de 1990, esses investimentos começaram a escassear (eles foram para outras partes do globo), e essas taxas diminuíram.
- PIB (em milhares de milhões de dólares)- 27,95 (2008)
- Renda per capita (em dólares)- 2000 (2008)
- Expectativa de vida - 62,1 anos (2009)
- Taxa de mortalidade infantil (por mil) - 54,79 (2009)[1]

## Comércio exterior
Em 2019, o país foi o 75º maior exportador do mundo (US $ 21 bilhões). Já nas importações, em 2020, foi o 78º maior importador do mundo: US $ 19,2 bilhões.

## Setor primário

### Agricultura
O Camboja produziu, em 2019:
- 13,7 milhões de toneladas de mandioca (7º maior produtor do mundo);
- 10,8 milhões de toneladas de arroz (10º maior produtor do mundo);
- 1,4 milhão de toneladas de milho;
- 678 mil toneladas de legume;
- 660 mil toneladas de cana-de-açúcar;
- 175 mil toneladas de soja;
- 174 mil toneladas de borracha natural;
- 160 mil toneladas de óleo de palma;
- 143 mil toneladas de banana;
- 90 mil toneladas de feijão;
- 72 mil toneladas de manga;
- 69 mil toneladas de coco;
- 64 mil toneladas de laranja;
- 25 mil toneladas de abacaxi;
- 14 mil toneladas de tabaco;

Além de produções menores de outros produtos agrícolas.

### Pecuária
A pecuária do país é reduzida. O Camboja produziu, em 2019: 109 mil toneladas de carne suína; 56 mil toneladas de carne bovina; 17 mil toneladas de carne de frango; 10 mil toneladas de carne de pato; 24 milhões de litros de leite de vaca, entre outros.

## Setor secundário

### Indústria
O Banco Mundial lista os principais países produtores a cada ano, com base no valor total da produção. Pela lista de 2019, o Camboja tinha a 89ª indústria mais valiosa do mundo (US $ 4,4 bilhões).

### Energia
Nas energias não-renováveis, em 2020, o país não produzia petróleo. Em 2015, o país consumia 39 mil barris/dia (106º maior consumidor do mundo) 

### Mineração
O país é um produtor relevante de safira e rubi.

## Setor terciário

### Turismo
Em 2018, o Camboja recebeu 6,2 milhões de turistas internacionais. As receitas do turismo, neste ano, foram de US $ 4,3 bilhões.